# Indywidualne Mistrzostwa Świata na Żużlu 1987
Indywidualne Mistrzostwa Świata na Żużlu 1987 – cykl turniejów żużlowych mających wyłonić najlepszych żużlowców na świecie. Obronił tytułu Hans Nielsen z Danii – (poprzednio rok wcześniej).
Do Finału Światowego awansował jedyny Polak Roman Jankowski, który zajął czternaste miejsce.

## Finał Światowy

### Pierwszy dzień
- 5 września 1987 r. (sobota),  Amsterdam

| Msc. | Zawodnik                | Kraj              | Pkt |             |  |
| ---- | ----------------------- | ----------------- | --- | ----------- |  |
| 1    | Sam Ermolenko           | Stany Zjednoczone | 13  | (3,1,3,3,3) |  |
| 2    | Erik Gundersen          | Dania             | 13  | (3,3,3,3,1) |  |
| 3    | Hans Nielsen            | Dania             | 12  | (1,3,3,2,3) |  |
| 4    | Jeremy Doncaster        | Wielka Brytania   | 12  | (2,3,2,2,3) |  |
| 5    | Per Jonsson             | Szwecja           | 11  | (3,2,1,3,2) |  |
| 6    | Jan O. Pedersen         | Dania             | 10  | (2,2,1,3,2) |  |
| 7    | Jimmy Nilsen            | Szwecja           | 9   | (3,3,2,0,1) |  |
| 8    | Mitch Shirra            | Nowa Zelandia     | 7   | (2,0,0,2,3) |  |
| 9    | Simon Cross             | Wielka Brytania   | 7   | (2,1,2,1,1) |  |
| 10   | John Cook               | Stany Zjednoczone | 7   | (1,2,1,1,2) |  |
| 11   | Antonín Kasper          | Czechosłowacja    | 5   | (1,0,2,2,0) |  |
| 12   | Chris Morton            | Wielka Brytania   | 5   | (0,2,0,1,2) |  |
| 13   | Gerd Riss               | RFN               | 4   | (0,1,3,-,0) |  |
| 14   | Roman Matoušek          | Czechosłowacja    | 3   | (1,1,1,0,0) |  |
| 15   | Henny Kroeze            | Holandia          | 1   | (0,0,0,0,1) |  |
| 16   | Roman Jankowski         | Polska            | 0   | (0,0,0,0,0) |  |
|      | rez. Peter Ravn         | Dania             | 1   | (1)         |  |
|      | rez. Wołodymyr Trofimow | ZSRR              | ns  |             |  |

### Drugi dzień
- 6 września 1987 r. (niedziela),  Amsterdam

| Msc. | Zawodnik                | Kraj              | Pkt |             |  |
| ---- | ----------------------- | ----------------- | --- | ----------- |  |
| 1    | Hans Nielsen            | Dania             | 15  | (3,3,3,3,3) |  |
| 2    | Jimmy Nilsen            | Szwecja           | 13  | (3,3,2,2,3) |  |
| 3    | Erik Gundersen          | Dania             | 11  | (1,1,3,3,3) |  |
| 4    | Sam Ermolenko           | Stany Zjednoczone | 11  | (3,2,1,3,2) |  |
| 5    | Per Jonsson             | Szwecja           | 11  | (2,2,2,2,3) |  |
| 6    | Jan O. Pedersen         | Dania             | 9   | (1,3,1,2,2) |  |
| 7    | John Cook               | Stany Zjednoczone | 8   | (3,0,3,1,1) |  |
| 8    | Roman Jankowski         | Polska            | 8   | (1,1,1,3,2) |  |
| 9    | Jeremy Doncaster        | Wielka Brytania   | 8   | (0,2,2,2,2) |  |
| 10   | Gerd Riss               | RFN               | 8   | (2,2,2,1,1) |  |
| 11   | Mitch Shirra            | Nowa Zelandia     | 5   | (2,3,0,0,0) |  |
| 12   | Antonín Kasper          | Czechosłowacja    | 4   | (0,0,3,1,0) |  |
| 13   | Chris Morton            | Wielka Brytania   | 4   | (1,1,0,1,1) |  |
| 14   | Simon Cross             | Wielka Brytania   | 3   | (2,0,0,0,1) |  |
| 15   | Roman Matoušek          | Czechosłowacja    | 2   | (0,1,1,0,0) |  |
| 16   | Henny Kroeze            | Holandia          | 0   | (0,0,0,0,0) |  |
|      | rez. Peter Ravn         | Dania             | ns  |             |  |
|      | rez. Wołodymyr Trofimow | ZSRR              | ns  |             |  |

## Klasyfikacja końcowa
| Msc. | Zawodnik                | Kraj              | Pkt  |       |  |
| ---- | ----------------------- | ----------------- | ---- | ----- |  |
| 1    | Hans Nielsen            | Dania             | 27   | 12+15 |  |
| 2    | Erik Gundersen          | Dania             | 24+3 | 13+11 |  |
| 3    | Sam Ermolenko           | Stany Zjednoczone | 24+2 | 13+11 |  |
| 4    | Jimmy Nilsen            | Szwecja           | 22   | 9+13  |  |
| 5    | Per Jonsson             | Szwecja           | 22   | 11+11 |  |
| 6    | Jeremy Doncaster        | Wielka Brytania   | 20   | 12+8  |  |
| 7    | Jan O. Pedersen         | Dania             | 19   | 10+9  |  |
| 8    | John Cook               | Stany Zjednoczone | 15   | 7+8   |  |
| 9    | Mitch Shirra            | Nowa Zelandia     | 12   | 7+5   |  |
| 10   | Gerd Riss               | RFN               | 12   | 4+8   |  |
| 11   | Simon Cross             | Wielka Brytania   | 10   | 7+3   |  |
| 12   | Antonín Kasper          | Czechosłowacja    | 9    | 5+4   |  |
| 13   | Chris Morton            | Wielka Brytania   | 9    | 5+4   |  |
| 14   | Roman Jankowski         | Polska            | 8    | 0+8   |  |
| 15   | Roman Matoušek          | Czechosłowacja    | 5    | 3+2   |  |
| 16   | Henny Kroeze            | Holandia          | 1    | 0+1   |  |
|      | rez. Peter Ravn         | Dania             | 1    | 1+ns  |  |
|      | rez. Wołodymyr Trofimow | ZSRR              | 0    | ns+ns |  |